# کامیکاوا، سایتاما
کامیکاوا، سایتاما (به لاتین: Kamikawa, Saitama) یک منطقهٔ مسکونی در ژاپن است که در استان سایتاما واقع شده‌است. کامیکاوا ۴۷٫۴۰ کیلومترمربع مساحت و ۱۳٬۸۶۲ نفر جمعیت دارد.